# Askola-Kultur
Die Askola-Kultur ist eine mesolithische Kultur in Finnland, benannt nach den Wohnplatzfunden im Flusstal des Porvoonjoki bei Askola in Südfinnland.
Die Funde bestehen aus Quarzgestein, während organische Stoffe nicht erhalten sind. Das Material der Werkzeuge wurde teilweise in Steinbrüchen gewonnen, die bereits zum frühen Bergbau überleiten. In Kopinkullio ist ein flacher Felsen von Quarzadern durchzogen, die meist wenige Zentimeter, an einer Stelle jedoch einen Meter stark sind. Die Mesolithiker haben den Fels vermutlich mit schweren, rundlichen Steinen zertrümmert. Häufige Geräte sind: Bohrer, Meißel, Schaber, Stichel und Stielspitzen teilweise mit feiner Retusche.
Vermutlich sind Askola- und Komsa-Kultur bzw. Fosna-Kultur Zweige derselben Kultur. Es handelt sich um Rentierjäger, (noch nicht Rentierhalter bzw. -züchter) die nach der Eiszeit nach Norden wanderten und ihre Wurzeln in der Ahrensburger Kultur haben. Die Menschen lebten hauptsächlich von der Robbenjagd. In Lundfors, an der schwedischen Ostküste, fand man Tausende von Netzsenkern für die Robbenjagd. Ähnliche Methoden werden auch die Askola-Leute um 7500 v. Chr. gehabt haben.